# 브리타 시고니
브리타 시고니(영어: Brita Sigourney, 1990년 1월 17일~)는 미국의 프리스타일 스키 선수로 주 종목은 하프파이프이다. 2018년 동계 올림픽에서 여자 하프파이프 동메달을 획득했으며 세계 선수권 대회에서 동메달 1개를 획득했다.